# Muhadjiri Hakizimana
Muhadjiri Hakizimana (ur. 13 sierpnia 1994 w Kigali) – rwandyjski piłkarz grający na pozycji lewoskrzydłowego. Od 2021 jest zawodnikiem klubu Police FC.

## Kariera klubowa
Swoją karierę piłkarską Hakizimana rozpoczął w klubie Etincelles FC. W sezonie 2010/2011 zadebiutował w jego barwach w pierwszej lidze rwandyjskiej. W 2012 roku odszedł do SC Kiyovu Sport, w którym grał do 2015 roku. W sezonie 2015/2016 był piłkarzem Mukura Victory Sports FC, a w latach 2016-2019 występował w APR FC. Wywalczył z nim mistrzostwo Rwandy w sezonie 2017/2018, wicemistrzostwo w sezonie 2018/2019 i zdobył Puchar Rwandy w sezonie 2016/2017. W sezonie 2019/2020 był zawodnikiem Emirates Club, a w sezonie 2020/2021 wywalczył wicemistrzostwo Rwandy z AS Kigali FC. W 2021 został zawodnikiem Police FC. W 2022 roku był z niego wypożyczony do saudyjskiego Al-Kholood Club.

## Kariera reprezentacyjna
W reprezentacji Rwandy Hakizimana zadebiutował 26 marca 2016 w przegranym 0:1 meczu kwalifikacji do Pucharu Narodów Afryki 2017 z Mauritiusem, rozegranym w Belle Vue.